# John Lubbock
John Lubbock,1. baron Avebury (ur. 30 kwietnia 1834 w Londynie, zm. 28 maja 1913) – angielski antropolog, archeolog, biolog, polityk i arystokrata. Od 1870 był członkiem parlamentu. Jako archeolog interesował się szczególnie prehistorią Europy, a jako entomolog – społecznym życiem owadów. Był autorem prac: Prehistoric Times (1865); Ants, Bees, and Wasps (1882) i The Pleasures of Life (1887–1889). Jako pierwszy wprowadził w roku 1865 podział epoki kamiennej na paleolit i neolit. W 1902 otrzymał cywilny Pour le Mérite za Naukę i Sztukę